# 乙升
乙升（?—?），中国五胡十六国时代匈奴铁弗部人，夏國开国皇帝赫连勃勃的侄子，赫连定的从兄。
426年十一月，赫连昌派赫连乙升守蒲坂，听说北魏大将奚斤将至，遣使告知赫连昌。使者至统万，见大军已围统万城，回来告诉乙升赫连昌已败。乙升害怕，弃蒲坂西逃。奚斤追上击败了他，乙升遂奔长安。奚斤入蒲坂，收其资器，百姓安业。赫连昌弟赫连助兴，先守长安，乙升至长安，再和赫连助兴弃长安，西逃安定，奚斤又西据长安。